# Yindjilandji
Yindjilandji är ett utdött australiskt språk. Yindjilandji talades i Nordterritoriet. Yindjilandji tillhörde de pama-nyunganska språken.